# سیارک ۴۲۲۸
سیارک ۴۲۲۸ (به انگلیسی: 4228 Nemiro، نامگذاری:1968OC1) چهار هزار و دویست و بیست و هشتمین سیارک کشف شده‌است که در ۲۵ ژوئیه ۱۹۶۸ کشف شد.
قدر مطلق سیارک برابر ۱۳٫۸۰ است.